# Nataša Ninković

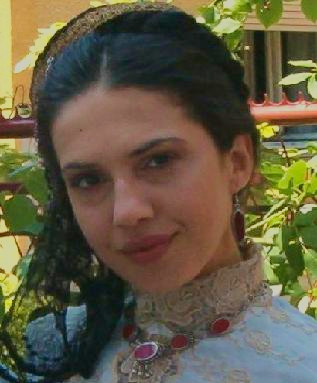
Nataša Ninković, 2005

Nataša Ninković (* 22. Juli 1972 in Trebinje, Jugoslawien, heute Bosnien und Herzegowina) ist eine bosnische Filmschauspielerin.
Sie spielte unter anderem 2009 in dem serbischen Drama Die Ambulanz (Hitna pomoć), 2010 in dem Krimi Neke druge priče und 2012 in der serbischen Komödie Smrt čoveka na Balkanu (Death of a Man in the Balkans) mit. Neben weiteren Filmen spielte sie vielfach in Fernsehserien mit. Sie wirkte am im Jahr 2021 erschienenen Film Dara of Jasenovac mit.

## Filmografie

### Kino
- 1998: Savior - Soldat der Hölle
- 2007: Klopka – Die Falle
- 2021: Dara iz Jasenovca